# Ignace-François de Joannis de Verclos
Pour les articles homonymes, voir Joannis.
Ignace François de Joannis de Verclos  (né à Avignon en 19 février 1733 mort le 1er mai 1801)  est un ecclésiastique qui fut évêque de Mariana et Accia de 1788 à 1801.

## Biographie
Ignace François de Joannis de Verclos  est originaire d'Avignon et prêtre de Saint-Sulpice
Il est nommé évêque de Mariana et Accia en 1788.
Il reçoit ses bulles pontificales de confirmation le 30 mars 1789 et il est consacré en avril par l'évêque d'Amiens.
La Révolution française éclate peu après son installation. La Constitution civile du clergé ayant attribué sa résidence épiscopale de Bastia à l'évêque constitutionnel du département de la Corse Ignace François Guasco, il proteste et se retire en Italie.
Le 23 décembre 1794 il reçoit à Rome la rétractation de l'évêque intrus et revient temporairement dans son diocèse pendant l'intervention anglaise en Corse.
Il s'exile de nouveau en Italie et meurt à Pérouse en 1801.